# Maria Giuseppina Teresa Marcucci
Marie-Madeleine du Saint Sacrement
Maria Giuseppina Teresa Marcucci, en religion Marie-Madeleine du Saint Sacrement (Maria Maddalena di Gesù Sacramentato), née le 24 avril 1888 à San Gemignano, près de Lucques en Italie, morte le 10 février 1960 à Madrid en Espagne, est une religieuse italienne, membre de l'ordre des moniales passionistes.
Réputée pour sa sainteté, elle est reconnue vénérable par le pape François en 2014.

## Biographie
Maria Giuseppina Teresa Marcucci naît le 24 avril 1888 à San Gimignano-Ponte Moriano près de Lucques en Italie,.
Elle entre en religion chez les Passionnistes et prend le nom de sœur Marie-Madeleine de Jésus dans le Saint-Sacrement. Elle promeut la célébration et la contemplation de la passion de Jésus. Elle fonde deux monastères en Espagne, et participe à trois autres fondations.
Elle est supérieure à Lucques de 1935 à 1940, et y fait construire un nouveau monastère, ainsi qu'un sanctuaire dédié à sainte Gemma Galgani.
Elle meurt le 10 février 1960 à Madrid,.

## Procédure en béatification
Le procès pour l'éventuelle béatification de sœur Maria Maddalena di Gesù Sacramentato est étudié au niveau diocésain, puis transmis à Rome auprès de la Congrégation pour les causes des saints. Le 3 avril 2014, le pape François  autorise la publication du décret sur l'héroïcité de ses vertus, et la reconnaît ainsi vénérable,